# Єлембаєво
Єлемба́єво (рос. Елембаево, марій. Элембай) — присілок у складі Новотор'яльського району Марій Ел, Росія. Входить до складу Пектубаєвського сільського поселення.

## Населення
Населення — 467 осіб (2010; 487 у 2002).
Національний склад (станом на 2002 рік):
- росіяни — 73 %